# سكيب هال (مقاتل)
سكيب هال (بالإنجليزية: Skip Hall) هو فنان قتال مختلط أمريكي، ولد في 9 سبتمبر 1944 في برمنغهام في الولايات المتحدة.

## وصلات خارجية
- جيه. هال على موقع شيردوغ (الإنجليزية)
- جيه. هال على موقع IMDb (الإنجليزية)